# NGC 7232
NGC 7232 ist eine Balken-Spiralgalaxie vom Hubble-Typ SBa im Sternbild Kranich am Südsternhimmel. Sie ist schätzungsweise 84 Millionen Lichtjahre von der Milchstraße entfernt.
Das Objekt wurde am 6. September 1834 von John Herschel entdeckt.

## NGC 7232-Gruppe (LGG 455)
| Galaxie   | Alternativname | Entfernung/Mio. Lj |
| --------- | -------------- | ------------------ |
| NGC 7233  | PGC 68441      | 81                 |
| IC 5181   | PGC 68317      | 88                 |
| NGC 7232  | PGC 68431      | 84                 |
| PGC 68443 | NGC 7232B      | 102                |